# Imprenta Municipal-Artes del Libro
La Imprenta Municipal-Artes del Libro es una institución dependiente del Ayuntamiento de Madrid dedicada a la historia de la imprenta, del libro y de las artes asociadas a ellos. Desde 2011 quedó instalada en el número 15 de la calle de la Concepción Jerónima, sede de la antigua Imprenta Municipal, construida entre 1931 y 1933, durante el primer gobierno de la Segunda República Española.

## Antecedentes
Dependiente de la Beneficencia Municipal, la creación de la primera Imprenta del Asilo de San Bernardino, fundada en 1853, tuvo como misión formar en artes gráficas a los niños acogidos por esa institución y cubrir la necesidad de material impreso del Ayuntamiento de Madrid. La evolución del servicio hace que en 1876 figuren en sus impresos el pie Imprenta y Litografía Municipal. Un año después, la Imprenta se traslada, sucesivamente, a la Casa de la Panadería y, en 1913, a la Casa de Cisneros. Por fin, en 1934 se instaló en el edificio de Concepción Jerónima.
El moderno precedente de la Imprenta Municipal-Artes del Libro fue la Imprenta Artesanal, creada en 1986 para salvaguardar los bienes patrimoniales de la antigua Imprenta Municipal, así como las técnicas históricas de impresión y encuadernación.

## Descripción

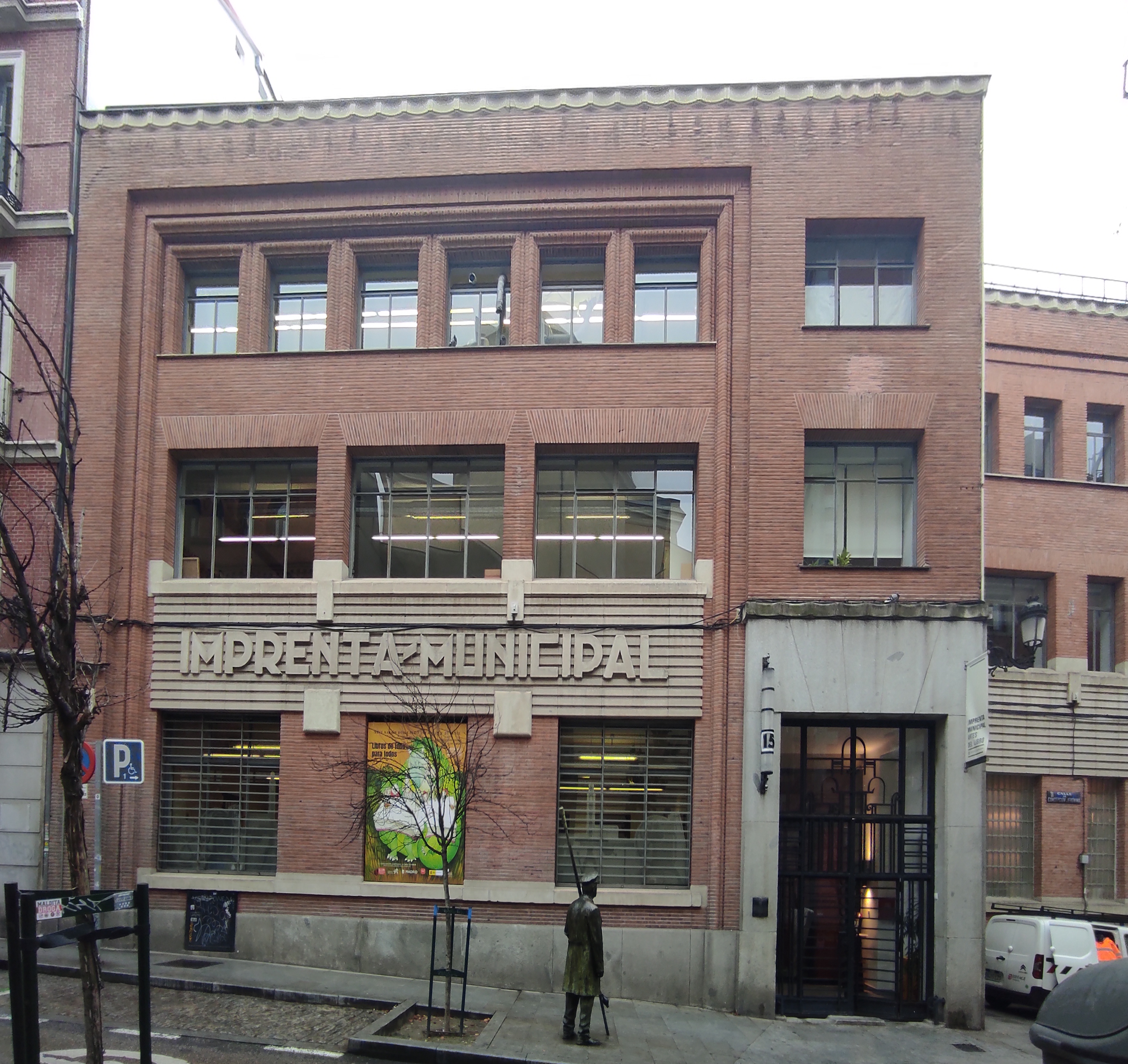
Fachada principal del edificio.

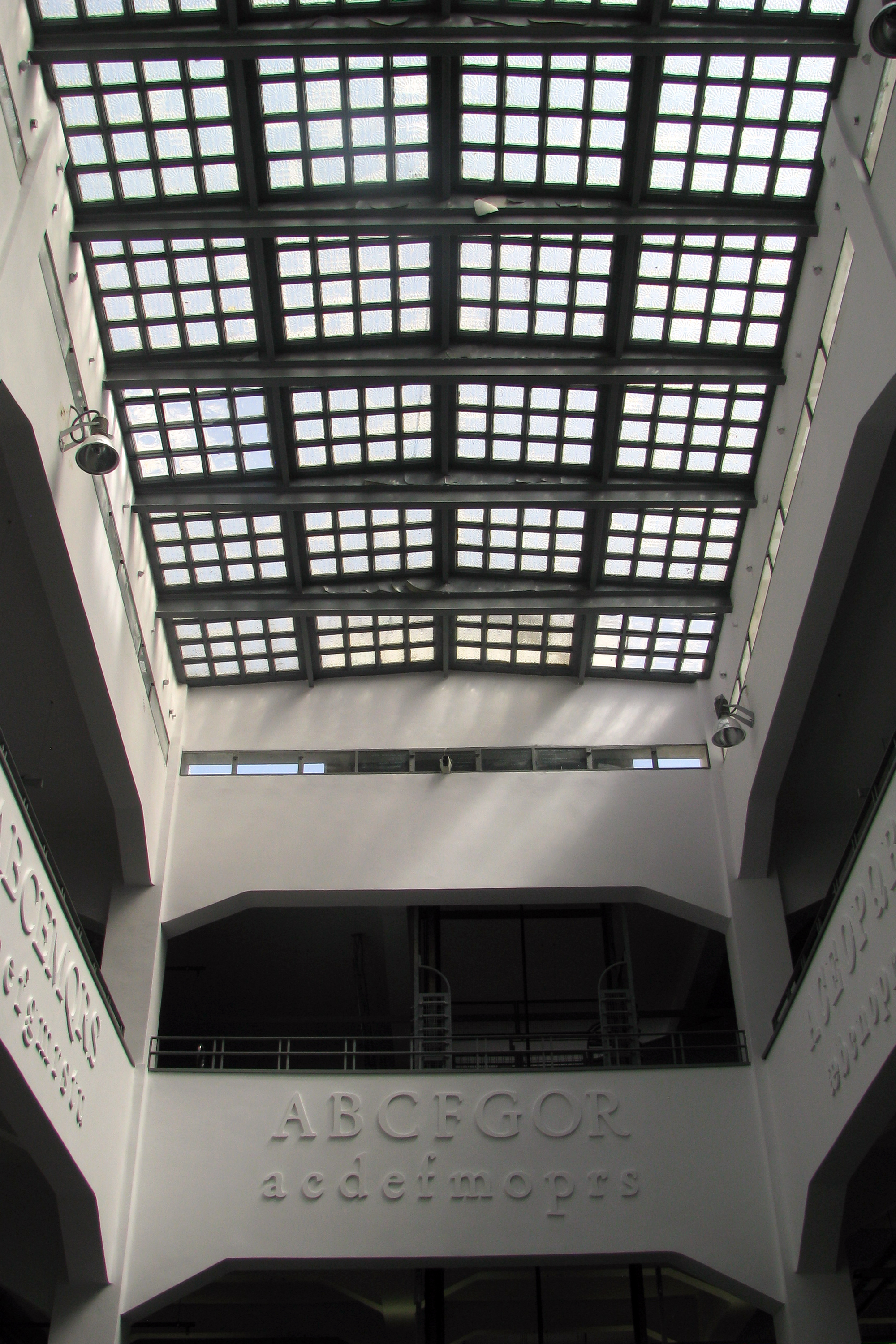
Tragaluz de la bóveda del edificio.

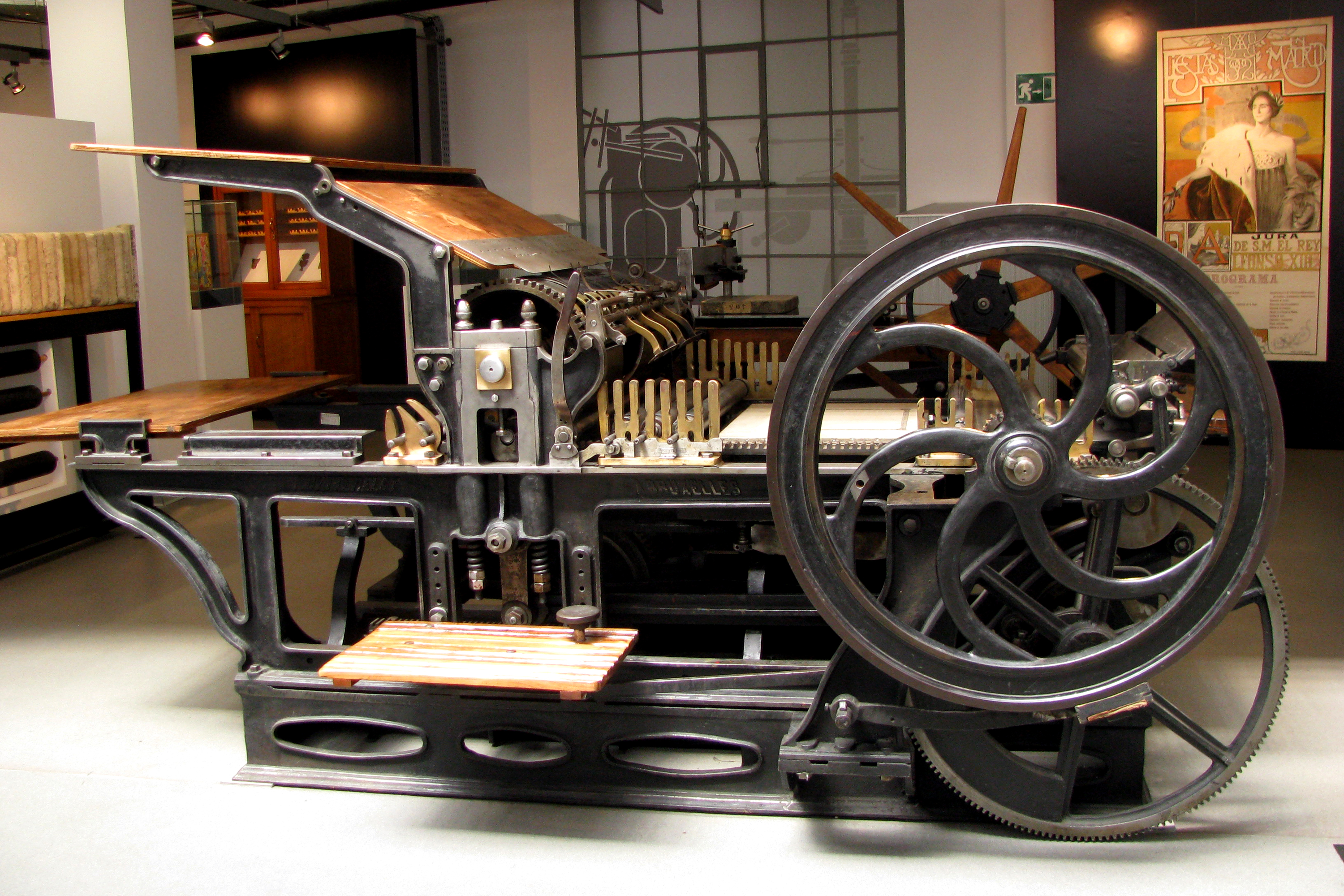
Maquinaria de la exposición permanente.

La Imprenta Municipal-Artes del Libro se instaló en 2011 en la sede de la antigua Imprenta Municipal, construida entre 1931 y 1933 por Francisco Javier Ferrero y Luis Bellido, edificio ejemplo de la arquitectura industrial de estilo racionalista de Madrid, con estructura de hormigón armado y fachada de ladrillo visto. En ella se rinde homenaje a la tipografía con las letras de mortero de cemento, a modo de tipos móviles, que componen el rótulo con el nombre de la Imprenta. En otros elementos del edificio, como la forja de la puerta a la luminaria tubular, aparecen referencias estéticas art decó

## Servicios
La Imprenta cuenta con una sala de exposición permanente, que reúne piezas históricas de las artes gráficas, realiza exposiciones temporales, conferencias, visitas guiadas e imparte periódicamente talleres de impresión tipográfica, encuadernación artística y artesanal con el fin de dar a conocer las artes relacionadas con la producción del libro. También contribuye a conservar el patrimonio bibliográfico y documental del Ayuntamiento de Madrid encuadernando los fondos provenientes de otras instituciones municipales. Cuenta con una biblioteca especializada y centro de documentación

## Fondos
Su colección se compone de más de 3000 piezas que proceden de las artes gráficas de los últimos 200 años. Además de la maquinaria histórica se muestran curiosas piezas relacionada con los procesos de fabricación del libro, desde una valiosa colección de bronces de dorar (hierros de mano, planchas, ruedas y paletas), hasta piedras litográficas dibujadas, planchas calcográficas, originales de artistas, papeles de guardas realizados a mano y lujosas encuadernaciones. 